# زبان فون

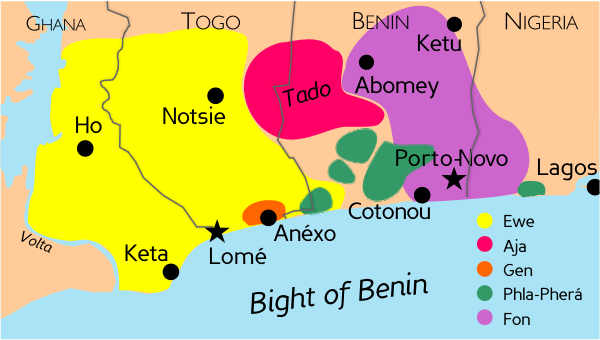
زبان‌های گبه

فون (fɔ̀ngbè یا fõbè) زبانی از خوشه زبانی گبه شرقی است که به شاخه ولتا–نیجر از خانواده زبان‌های نیجر-کنگو تعلق دارد. فون با داشتن ۱٫۷ میلیون گویشور، در میان مردم فون در بنین رایج است. فون مانند دیگر زبان‌های گبه یک زبان تحلیلی با ترتیب نهاد فعل مفعول در جمله است.

## واج‌شناسی

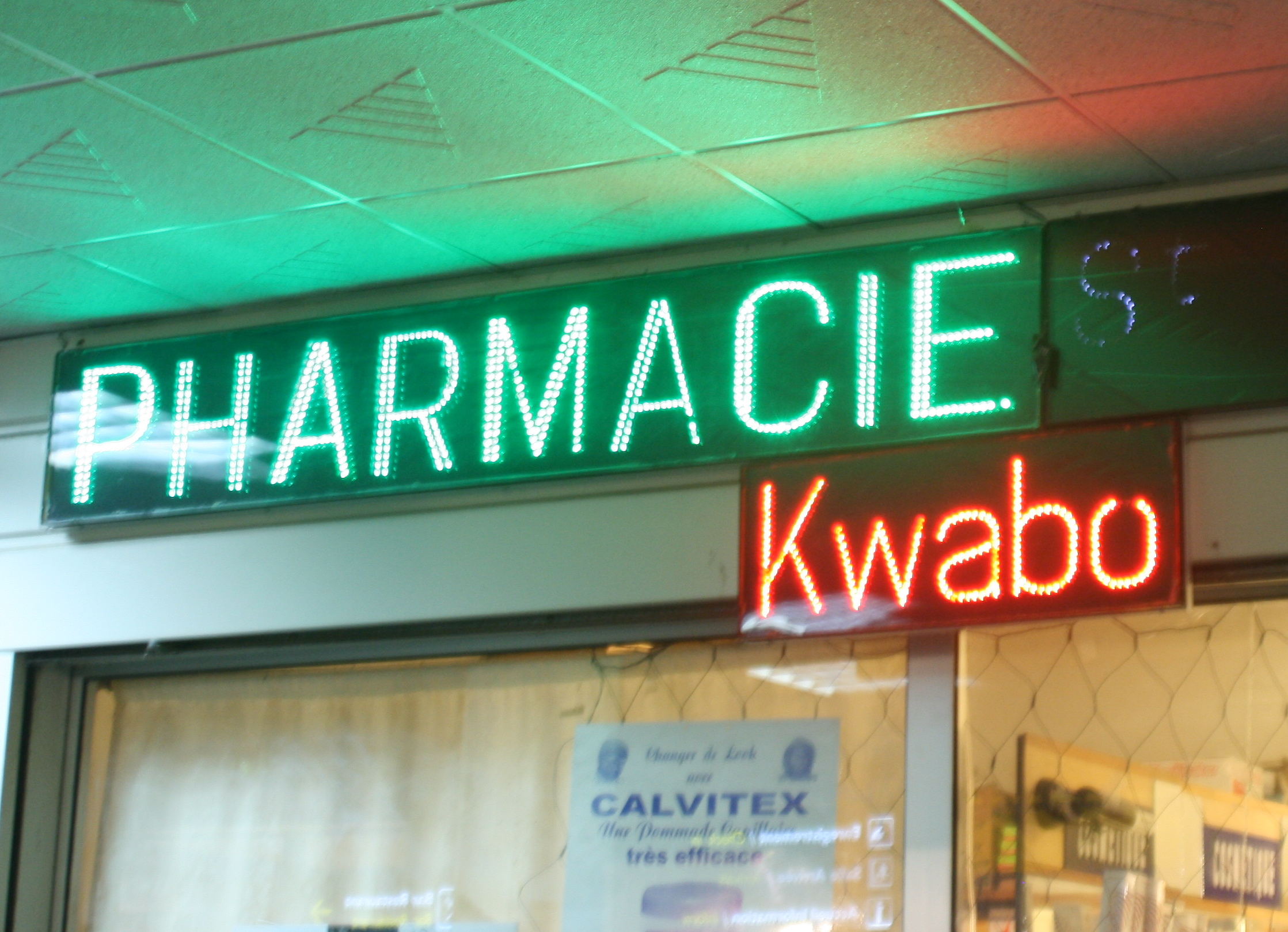
«خوش آمدید» (Kwabɔ) به فون در داروخانه‌ای در فرودگاه کوتونو در بنین

فون دارای هفت واکه دهانی و پنج واکه خیشومی است.
|           | دهانی | دهانی | خیشومی | خیشومی |
| پیشین     | پسین  | پیشین | پسین   |        |
| --------- | ----- | ----- | ------ | ------ |
| بسته      | i     | u     | ĩ      | ũ      |
| بسته-نیمه | e     | o     |        |        |
| نیمه باز  | ɛ     | ɔ     | ɛ̃      | ɔ̃      |
| باز       | a     | a     | ã      | ã      |

|         | لب    | لب    | تیغه‌ای | تیغه‌ای | کامی  | کامی  | نرم‌کامی | نرم‌کامی | لبی‌نرمکامی | لبی‌نرمکامی |
| ------- | ----- | ----- | ------ | ------ | ----- | ----- | ------- | ------- | ---------- | ---------- |
| خیشومی  | m ~ b | m ~ b | n ɖ    | n ɖ    |       |       |         |         |            |            |
| ایستایی | (p)   |       | t      | d      | tʃ    | dʒ    | k       | ɡ       | kp         | ɡb         |
| سایشی   | f     | v     | s      | z      |       |       | x       | ɣ       | xʷ         | ɣʷ         |
| ناسوده  |       |       | l ɾ    | l ɾ    | ɲ ~ j | ɲ ~ j |         |         | w          | w          |

### نواخت
فون دارای دو نواخت واجی، بلند و کوتاه است. نواخت بلند پس از همخوان صدادار به صورت افزایش (کوتاه-بلند) پدیدار می‌شود. چهار حالت برای واژگان دوهجایی امکان‌پذیر است: بلند-کوتاه، کوتاه-بلند، بلند-بلند، کوتاه-کوتاه.
در واژگان درازتر، مانند فعل و عبارات اسمی، یک نواخت بلند تمایل دارد تا هجای آخر باقی بماند که اگر این هجا دارای نواخت کوتاه باشد، نواخت افت می‌کند (کوتاه-بلند).

## نوشتار
الفبای فون بر پایه الفبای لاتین است که بدان حروف Ɖ/ɖ، Ɛ/ɛ، و Ɔ/ɔ و همچنین دونگاره‌های gb، hw، kp، ny، و xw افزوده شده‌اند.
| حروف بزرگ  | A | B | C  | D | Ɖ | E | Ɛ | F | G | GB | H | HW | I | J  | K | KP | L | M | N | NY | O | Ɔ | P | R | S | T | U | V | W | X | XW | Y | Z |
| حروف کوچک  | a | b | c  | d | ɖ | e | ɛ | f | g | gb | h | hw | i | j  | k | kp | l | m | n | ny | o | ɔ | p | r | s | t | u | v | w | x | xw | y | z |
| تلفظ (IPA) | a | b | tʃ | d | ɖ | e | ɛ | f | ɡ | ɡb | ɣ | ɣw | i | dʒ | k | kp | l | m | n | ɲ  | o | ɔ | p | r | s | t | u | v | w | x | xw | j | z |

## متن نمونه
از اعلامیه جهانی حقوق بشر
GBETA GBƐ Ɔ BI TƆN EE ƉƆ XÓ DÓ ACƐ E GBƐTƆ ƉÓ KPODO SISI E ƉO NA ƉÓ N'I LƐ KPO WU E WEXWLE
Ee nyi ɖɔ hɛnnu ɖokpo mɛ ɔ, mɛ ɖokpoɖokpo ka do susu tɔn, bɔ acɛ ɖokpo ɔ wɛ mɛbi ɖo bo e ma sixu kan fɛn kpon é ɖi mɛɖesusi jijɛ, hwɛjijɔzinzan, kpodo fifa ni tiin nu wɛkɛ ɔ bi e ɔ, ...

## استفاده
برنامه‌های رادیویی به فون از کانال‌های رادیو و تلویزیون بنین پخش می‌شوند. برنامه‌های تلویزیونی نیز به فون در کانال ماهواره‌ای La Beninoise نشان داده می‌شوند.
در گذشته زبان فرانسوی تنها زبان آموزش در بنین بود، اما در دهه دوم سده بیست و یکم، دولت در حال آزمایش برخی از درسی در مدارس بنین به زبان‌های محلی این کشور، از جمله فون است.